# Valva (malacologia)

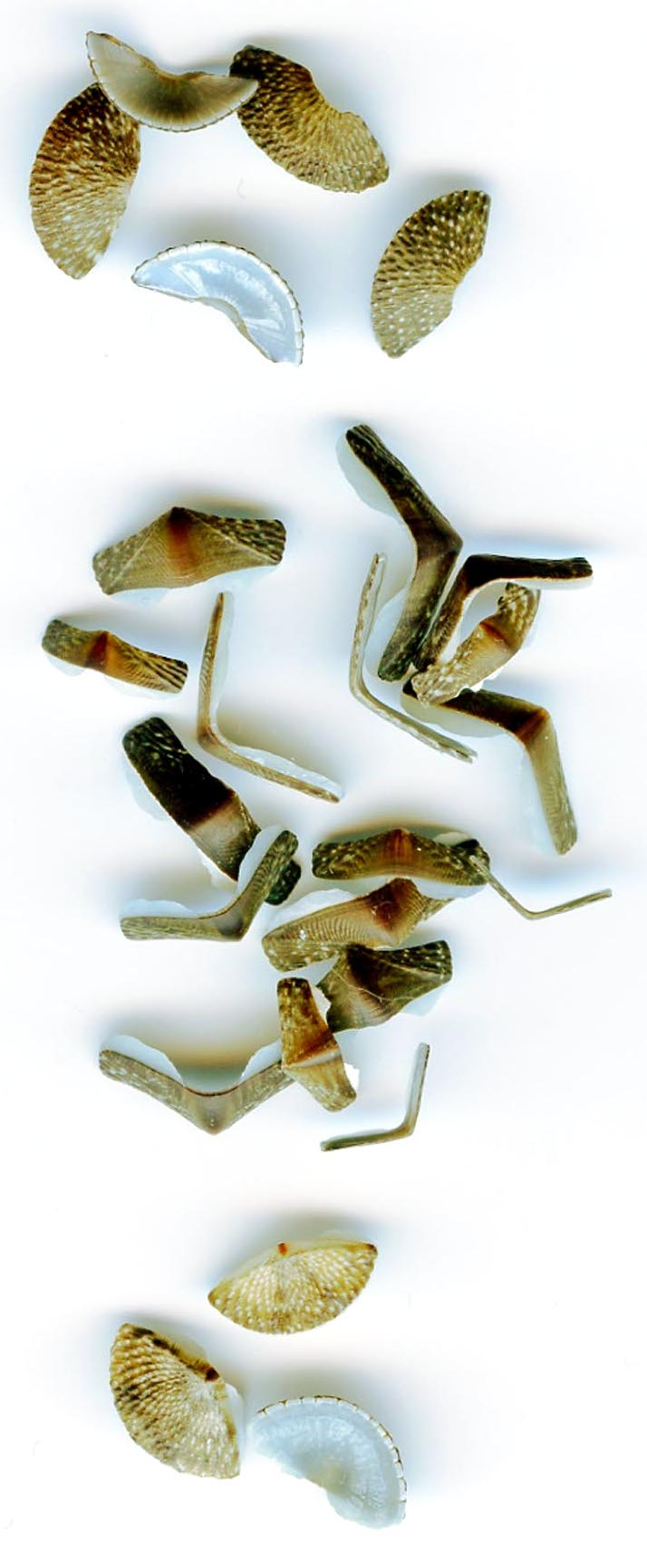
Valve staccate dalle conchiglie di Chiton tuberculatus portate dalla risacca

Valva è un termine anatomico applicato alla conchiglia dei molluschi. Sebbene in teoria ogni conchiglia di mollusco può essere chiamata "valva", la parola attualmente è più comunemente utilizzata per definire i membri di due classi di molluschi: i bivalvi e i Polyplacophora (chitoni), cioè, in altre parole, quei molluschi le cui conchiglie sono dotate di un numero di parti articolate maggiore a uno, delle quali parti ognuna è chiamata valva (o anche, nel caso dei chitoni, piatto.)
Le specie di una famiglia di particolari piccole lumache di mare, gasteropodi opistobranchi marine della specie Juliidae, pure possiedono due valve o conchiglie articolate, che assomigliano a quelle dei bivalvi. Questa eccezionale specie è nota come gasteropodi bivalvi.
I gasteropodi in generale a volte vengono definiti "univalvi", poiché quando essa è presente, è in genere composta di una sola parte.